# Jisra’el ba-Alija
Jisraʾel ba-Alija (hebräisch יִשְׂרָאֵל בעֲלִיָּה Jisraʾel baʿAlijjah, deutsch ‚Israel in der Einwanderung/im Aufstieg‘) war eine politische Partei in Israel.

## Bedeutung: עֲלִיָּה
Die Partei wurde 1996 von dem Refusenik Natan Sharansky gegründet. Gemeinsam mit einem anderen Refusenik, Juli-Joel Edelstein, wurde ein Parteiname gewählt, der zeigen sollte, dass diese Partei etwas Besonderes sei: ihre Vorsitzenden mussten alle zuvor im Gefängnis gewesen sein, bevor sie in die Politik eintreten konnten. Sie vertrat die Interessen der jüdischen Einwanderer aus der früheren UdSSR. Das hebräische Wort Alija (עֲלִיָּה ʿAlijjah) steht zum einen für Einwanderung und soll damit auf diesen Migrationshintergrund hinweisen; andererseits bedeutet es auch so viel wie Aufstieg und soll auf den Lebensweg der Refuseniks und Parteigründer verweisen, die zuerst einen Tiefpunkt in ihrem Leben – die Haft in der UdSSR – durchleben mussten, bevor sie nun politisch aktiv werden durften.

## Geschichte
Bei den Wahlen im Mai 1996 erreichte die Partei 5,7 % der Stimmen und sieben Sitze und wurde die sechststärkste Partei der Knesset. Sie war Teil der Regierung, die von Benjamin Netanjahus Likud angeführt wurde, und erhielt zwei Ministerposten: Sharansky wurde Minister für Industrie und Handel, Edelstein Minister für Einwanderung.
Am 23. Februar 1999, kurz vor den Knessetwahlen im Jahre 1999, verließen Michael Nudelman und Yuri Stern die Partei Jisraʾel ba-Alija, um die neue Partei ʿAlijah zu gründen, die sich später mit einer anderen Partei russischstämmiger Migranten verband, mit Jisraʾel Beitenu.
2003 ging die Partei im Likud auf.